# 口江河
口江河，位于中国贵州省黔东南苗族侗族自治州黎平县西南部，是双江左岸支流，属于山溪性河流，发源于黎平县县城德凤镇蒲洞村，源头以暗流出露，曲折西南流，经岩洞镇和口江乡，至麻风寨汇入双江。干流长41千米，平均比降11.8‰，流域面积335平方千米。平均年径流量约2.0亿立方米。